# 遠期支票
遠期支票（Post-dated cheque）是票面上载明的支票日期在实际支票日之后，其目的在于推迟付款日期的支票。
關於遠期支票是否可在其上所寫的日期前兑现或存入，端視各国的相關規定。例如，加拿大的银行不应处理遠期支票，如果銀行错误地处理了遠期支票，出票人可以要求银行纠正错误。在美国和英国，遠期支票是可转让的票据，可以在任何时候提取，而在印度和澳大利亚，遠期支票在未到支票上寫明的日期之前不能支付。